# Municipio de Pettis (condado de Adair)
El municipio de Pettis (en inglés: Pettis Township) es un municipio ubicado en el condado de Adair en el estado estadounidense de Misuri. En el año 2010 tenía una población de 795 habitantes y una densidad poblacional de 5,44 personas por km².

## Geografía
El municipio de Pettis se encuentra ubicado en las coordenadas 40°4′7″N 92°36′4″O / 40.06861, -92.60111. Según la Oficina del Censo de los Estados Unidos, el municipio tiene una superficie total de 146.19 km², de la cual 145,69 km² corresponden a tierra firme y (0,34 %) 0,5 km² es agua.

## Demografía
Según el censo de 2010, había 795 personas residiendo en el municipio de Pettis. La densidad de población era de 5,44 hab./km². De los 795 habitantes, el municipio de Pettis estaba compuesto por el 97,86 % blancos, el 0,38 % eran afroamericanos, el 0,25 % eran amerindios, el 0,38 % eran asiáticos, el 0,88 % eran de otras razas y el 0,25 % eran de una mezcla de razas. Del total de la población el 1,51 % eran hispanos o latinos de cualquier raza.